# Loveletter/4月の雨
「Loveletter／4月の雨」（ラブレター／しがつのあめ）は、2013年（平成25年）7月17日にポニー・キャニオンから発売されたaiko通算30作目となるシングル。　

## 概要
- 1998年（平成10年）7月17日のメジャーデビューからちょうど15年目となる日にリリースされ[1][2]、シングルのリリースは2011年（平成23年）11月23日の「ずっと」以来、1年8ヶ月ぶり。
- 初回仕様盤と通常仕様と生産限定盤の3種でリリースされた。
- 初回仕様盤は黄色のカラートレイ仕様で、aiko初となるラジオ番組を収録したボーナスディスク「aiko's Radio」付き。
- 生産限定仕様盤はピンクのカラートレイ仕様で、4月の雨が1曲目となっている。ツアー会場、または公式サイトの通信販売のみでの取り扱いとなった。[3]

## 収録曲
全曲、作詞/作曲：AIKO 編曲：Masanori Shimada

初回仕様盤・通常仕様
1. Loveletter
2. 4月の雨
（「シードワンデーピュアうるおいプラス」CMソング）[4]。
2013年（平成25年）4月17日からiTunesなどで先行配信されていた[5]。aikoが楽曲の先行配信を行うのは初となる。
3. そんな話
4. 何処へでも行く
5. Loveletter (instrumental)
6. 4月の雨 (instrumental)

生産限定盤
1. 4月の雨
2. Loveletter
3. そんな話
4. 何処へでも行く
5. 4月の雨 (instrumental)
6. Loveletter (instrumental)